# Voetbal Academie N.E.C.
De Voetbal Academie N.E.C. is de jeugdopleiding van de Nederlandse betaaldvoetbalclub N.E.C..
Per 1 juli 2009 hadden N.E.C. en FC Oss hun jeugdopleidingen samengevoegd als Voetbal Academie N.E.C./FC Oss. Er werd hiervoor al intensief samengewerkt. De Voetbal Academie N.E.C./FC Oss is ondergebracht in een zelfstandige bv met als directeur Wilfried Brookhuis (Hoofd Jeugdopleiding). Een Raad van commissarissen (bestaande uit drie personen) houdt toezicht. Begin 2010 werd Brookhuis als directeur en hoofd opleidingen opgevolgd door Teun Jacobs. Jacobs vertrok in 2013 naar de KNVB en is in 2014 opgevolgd door René Koster. René Koster vertrok in 2016 en is de nieuwe hoofdtrainer van de beloften van Almere City. In 2016 is Iddo Roscher aangesteld als de nieuwe Hoofd Jeugdopleidingen.
De academie heeft een samenwerkingsverband met amateurclubs JVC Cuijk, UDI '19, TSV Theole, DIO '30 en Sportclub N.E.C..
Vanaf het seizoen 2011/12 spelen ook de beloftenteams gezamenlijk in de Beloften Eredivisie. In 2015 werden de beloftenteams weer losgekoppeld. De samenwerking in de jeugdopleiding werd per juli 2018 opgezegd maar toch met een seizoen verlengd. FC Oss nam per die datum haar oude naam TOP Oss weer aan waardoor de jeugdopleiding Voetbal Academie N.E.C./TOP Oss ging heten. 
Per 1 juli 2019 valt de academie weer volledig onder N.E.C. en heet de jeugdopleiding weer Voetbal Academie N.E.C.. N.E.C. en TOP Oss blijven wel met elkaar samenwerken.

## Erelijst
- N.E.C./FC Oss A1: Eerste divisie B 2010
- N.E.C./FC Oss A1: Finalist beker 2016
- N.E.C./FC Oss B1: Bekerwinnaar 2017

## Doorgebroken spelers
- Nassim Amaarouk (NEC)
- Özgür Aktaş (NEC)
- Furkan Alakmak (NEC)
- Richard Arends (FC Oss)
- Jasper Cillessen (NEC)
- Wesley Deenen (FC Oss)
- Navarone Foor (NEC)
- Dammyano Grootfaam (NEC)
- Jay-Roy Grot (NEC)
- Ferdi Kadıoğlu (NEC)
- Cayfano Latupeirissa (NEC)
- Youri Loen (NEC)
- Dennis Janssen (FC Oss)
- Bram Nuytinck (NEC)
- Jordy Tutuarima (NEC)